# Tony Campbell
Anthony „Tony” Campbell (ur. 17 maja 1962 w Teaneck) – amerykański koszykarz, występujący na pozycjach rzucającego obrońcy oraz niskiego skrzydłowego, mistrz NBA z 1988 roku.
Został pierwszym w historii zawodnikiem, który w tym samym sezonie (1987/88) zdobył zarówno mistrzostwo NBA, jak i CBA.

## Osiągnięcia
Na podstawie, o ile nie zaznaczono inaczej.
NCAA
- Uczestnik rozgrywek:
  - Sweet Sixteen turnieju NCAA (1983)
  - turnieju NCAA (1982, 1983)
- Zaliczony do I składu All-American (1983, 1984)

NBA
- Mistrz NBA (1988)[2]

Inne
- Mistrz CBA (1988)
- Wicemistrz CBA (1997)
- CBA Newcomer of the Year (1988)
- Zaliczony do I składu CBA (1988)
- Lider CBA w skuteczności rzutów:
  - wolnych (1988)
  - z gry (1988)